# 베스트 오브 더 베스트 2
《베스트 오브 더 베스트 2》(영어: Best of the Best II)는 미국에서 제작된 로버트 래들러 감독의 1993년 무예 영화이다. 전편 《베스트 오브 더 베스트》(1989)에 이어 에릭 로버츠, 필립 리, 크리스 펜, 이단 그로스, 케인 호더, 에드워드 벙커 등이 출연한 한편 랄프 묄러, 웨인 뉴턴 등이 새로 투입되었다.
2007년 2월 6일 DVD로 출시되었다.
속편 《베스트 오브 더 베스트 3》(1995)으로 이어진다.

## 출연
- 에릭 로버츠
- 필립 리
- 크리스 펜
- 이단 그로스
- 랄프 묄러
- 메그 포스터
- 소니 랜덤
- 웨인 뉴턴
- 패트릭 킬패트릭
- 니컬러스 워스
- 케인 호더
- 에드워드 벙커
- 데이비드 보리아너스

## 기타 제작진
- 공동 제작: 데버라 스콧, 말런 스태그스
- 배역: 모린 A. 아라타
- 미술: 게리 프룻커프
- 의상: 모나 메이